# FC Carl Zeiss Jena
Der FC Carl Zeiss Jena ist ein Fußballverein aus Jena, der in der Fußball-Regionalliga Nordost spielt. Nach mehreren Namensänderungen wurde der Verein am 20. Januar 1966 als FC Carl Zeiss Jena neu gegründet. Der dreimalige DDR-Meister zählt 5.615 Mitglieder (Stand: 14. Dezember 2024). Die Vereinsfarben sind Blau, Gelb und Weiß. Der bisher größte Erfolg der Vereinsgeschichte war der Einzug ins Endspiel des Europapokals der Pokalsieger im Jahr 1981.

## Geschichte

### 1903 bis 1945
Am 13. Mai 1903 wurde der Fußball-Klub der Firma Carl Zeiß Jena gegründet. Ihm gehörten anfangs ausschließlich Angestellte der Firma Carl Zeiss an. Zum 1. Juli 1904 wurde die Mitgliedschaft der Allgemeinheit zugängig gemacht.
In der Gau-Meisterschaft Ostthüringen war der Klub dominierend. Zwischen 1909 und 1933 gewann er zwölfmal die Meisterschaft Ostthüringens. Nach Gründung der Gauliga Mitte 1933 wurde der 1. SV Jena viermal (1935, 1936, 1940 und 1941) Meister der Gauliga Mitte. In dieser Zeit hatte er mehrere Nationalspieler in seinen Reihen. Der erste Jenaer Auswahlspieler war Willy Krauß, der am 26. März 1911 mit der deutschen Nationalmannschaft 6:2 gegen die Schweiz gewann.

### 1945 bis 1991
| Liga         | Saison  | Platz (von) | Punkte | Tore  | Vereinsname                       |
| ------------ | ------- | ----------- | ------ | ----- | --------------------------------- |
| LK Thüringen | 1948/49 | 03. 0(8)    | 15:13  | 26:18 | SG Stadion                        |
| LK Thüringen | 1949/50 | 02. (13)    | 35:13  | 56:22 | BSG Carl Zeiss                    |
| DS-Liga      | 1950/51 | 07. (10)    | 18:18  | 37:33 | BSG Carl Zeiss / Mechanik / Motor |
| DS-Liga      | 1951/52 | 01. (12)    | 33:11  | 57:22 | BSG Motor                         |
| Oberliga     | 1952/53 | 16. (17)    | 22:42  | 35:62 | "                                 |
| DDR-Liga     | 1953/54 | 06. (14)    | 27:25  | 37:26 | "                                 |
| DDR-Liga     | 1954/55 | 02. (14)    | 42:10  | 60:26 | BSG Motor / SC Motor              |
| ÜR           | 1955    | 05. (14)    | 16:10  | 30:20 | SC Motor                          |
| DDR-Liga     | 1956    | 01. (14)    | 42:10  | 89:23 | "                                 |
| Oberliga     | 1957    | 04. (14)    | 28:24  | 41:29 | "                                 |
| Oberliga     | 1958    | 02. (14)    | 32:20  | 49:36 | "                                 |
| Oberliga     | 1959    | 05. (14)    | 29:23  | 29:27 | "                                 |
| Oberliga     | 1960    | 08. (14)    | 24:28  | 55:43 | "                                 |
| Oberliga     | 1961/62 | 04. (14)    | 43:35  | 77:60 | "                                 |
| Oberliga     | 1962/63 | 01. (14)    | 39:13  | 49:22 | "                                 |
| Oberliga     | 1963/64 | 06. (14)    | 26:26  | 43:35 | "                                 |
| Oberliga     | 1964/65 | 02. (14)    | 32:20  | 41:27 | "                                 |
| Oberliga     | 1965/66 | 02. (14)    | 32:20  | 45:24 | SC Motor / FC Carl Zeiss          |

Nach dem Zweiten Weltkrieg wurden in den deutschen Besatzungszonen alle Vereine verboten. 1946 wurde die SG Ernst-Abbe Jena gegründet. Mehrere Namensänderungen folgten. 1949 spielte die Mannschaft als BSG Carl Zeiss Jena gegen Horch Zwickau um einen Platz in der neuen Ostzonen-Liga, der späteren DDR-Oberliga. Beide Mannschaften waren im Pokalhalbfinale unterlegen und mussten den dritten Platz ausspielen, da dieser zur Teilnahme an der Ostzonen-Liga berechtigte. Nach zwei Unentschieden setzte sich Zwickau im zweiten Wiederholungsspiel durch.
1952 stieg Jena in die DDR-Oberliga auf. Nachdem die Mannschaft wieder in die Liga abgestiegen war, entwickelte sich der Verein nach dem erneuten Aufstieg 1956 zu einer Größe im DDR-Fußballsport.
1958 wurde Georg Buschner Cheftrainer im Klub, der seit 1954 SC Motor Jena hieß. Am 7. Oktober 1960 besiegte der Verein im Pokalfinale den SC Empor Rostock und wurde zum ersten Mal FDGB-Pokalsieger. Damit war der Verein erstmals für einen Europapokalwettbewerb qualifiziert. Die europäische Premiere am 16. Oktober 1961 in Linz endete mit einem 2:2 gegen den walisischen Verein Swansea Town. Erst im Halbfinale gegen Atlético Madrid schied Jena aus. 1963 wurde Buschners Mannschaft DDR-Meister – ein Erfolg, den er 1968 und 1970 wiederholte.
| Saison     | Platz | Punkte | Tore  |
| ---------- | ----- | ------ | ----- |
| OL 1966/67 | 5.    | 27:25  | 31:29 |
| OL 1967/68 | 1.    | 39:13  | 51:19 |
| OL 1968/69 | 2.    | 32:20  | 43:22 |
| OL 1969/70 | 1.    | 39:13  | 50:16 |
| OL 1970/71 | 2.    | 33:19  | 58:29 |
| OL 1971/72 | 4.    | 31:21  | 42:34 |
| OL 1972/73 | 2.    | 39:13  | 46:21 |
| OL 1973/74 | 2.    | 36:16  | 55:26 |
| OL 1974/75 | 2.    | 38:14  | 42:23 |
| OL 1975/76 | 5.    | 29:23  | 50:43 |
| OL 1976/77 | 3.    | 33:19  | 45:31 |
| OL 1977/78 | 5.    | 31:21  | 53:32 |
| OL 1978/79 | 3.    | 34:18  | 38:21 |
| OL 1979/80 | 3.    | 32:20  | 41:24 |
| OL 1980/81 | 2.    | 36:16  | 57:29 |
| OL 1981/82 | 5.    | 32:20  | 57:29 |
| OL 1982/83 | 3.    | 34:18  | 46:29 |
| OL 1983/84 | 10.0  | 20:32  | 50:63 |
| OL 1984/85 | 7.    | 25:27  | 36:27 |
| OL 1985/86 | 3.    | 31:21  | 32:18 |
| OL 1986/87 | 6.    | 28:24  | 32:31 |
| OL 1987/88 | 6.    | 26:26  | 28:29 |
| OL 1988/89 | 8.    | 27:25  | 35:24 |
| OL 1989/90 | 5.    | 30:22  | 29:27 |
| OL 1990/91 | 6.    | 41:36  | 28:24 |

Am 20. Januar 1966 wurde schließlich der FC Carl Zeiss Jena im Jenaer Volkshaus neu gegründet. In den 1970er Jahren stellte Jena zahlreiche Spieler der DDR-Nationalmannschaft, darunter Peter und Roland Ducke, Konrad Weise, Lothar Kurbjuweit sowie Hans-Ulrich Grapenthin.

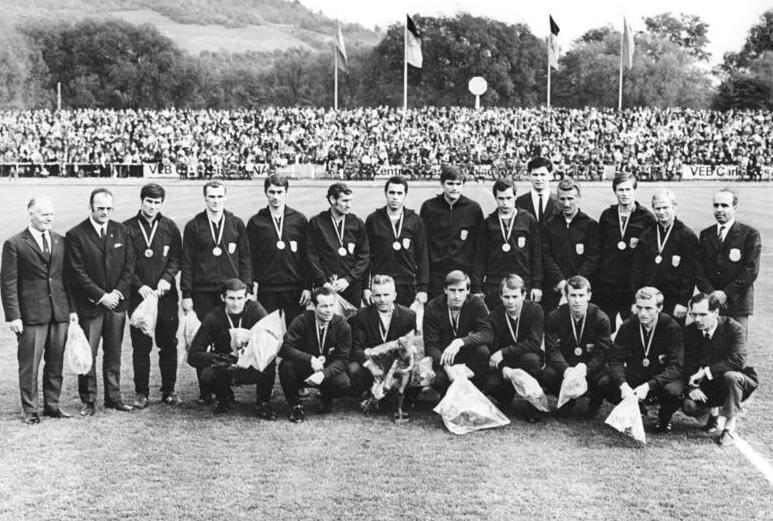
Meistermannschaft 1970

1970 wurde Georg Buschner zum Trainer der Nationalmannschaft berufen, zunächst ein Jahr lang parallel zu seiner Trainerfunktion beim FC Carl Zeiss, bevor ihn 1971 Hans Meyer im Verein ablöste. Zu DDR-Zeiten war der Oberligist ein Leistungszentrum; hier sollte über zielgerichtete Förderung der Anschluss an den internationalen Spitzensport vorangetrieben werden.
Größter Erfolg der bisherigen Vereinsgeschichte war das Erreichen des Endspiels im Europapokal der Pokalsieger im Jahre 1981, das gegen Dinamo Tiflis in Düsseldorf mit 1:2 verloren wurde. Auf dem Weg dahin hatten die Jenaer den AS Rom, FC Valencia, Newport County sowie Benfica Lissabon ausgeschaltet.
Nach 1981 blieben die großen Erfolge der beiden vorangegangenen Jahrzehnte aus. Höhepunkte waren dritte Plätze in der Meisterschaft und die Finalteilnahme im Pokal 1988. Im Europapokal schieden die Jenaer spätestens in der zweiten Runde aus. Am 9. November 1988 spielte der FC Carl Zeiss zum bisher letzten Mal auf europäischer Ebene (1:3-Niederlage bei Sampdoria Genua). Insgesamt bestritt der FC Carl Zeiss 87 Europapokalspiele, 50 davon im UEFA-Cup. Die Statistik weist 39 Siege, 17 Unentschieden und 31 Niederlagen aus.
Im August 1990 wurde der FC Carl Zeiss Jena e. V. zwei Monate vor dem Beitritt der DDR zur Bundesrepublik Deutschland neu ins Vereinsregister eingetragen. In der letzten DDR/NOFV-Oberliga-Saison 1990/91 qualifizierte sich der Klub mit Platz 6 für die 2. Bundesliga. In der Ewigen Tabelle der DDR-Oberliga nimmt der FC Carl Zeiss Jena den Spitzenplatz ein.

### 1991 bis 2010

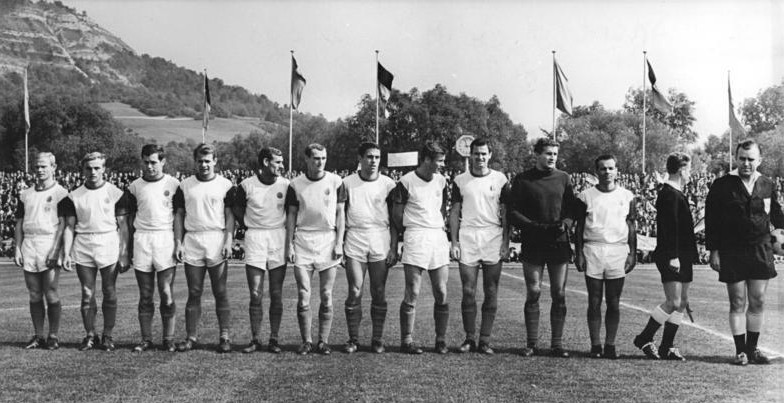
Meistermannschaft 1968

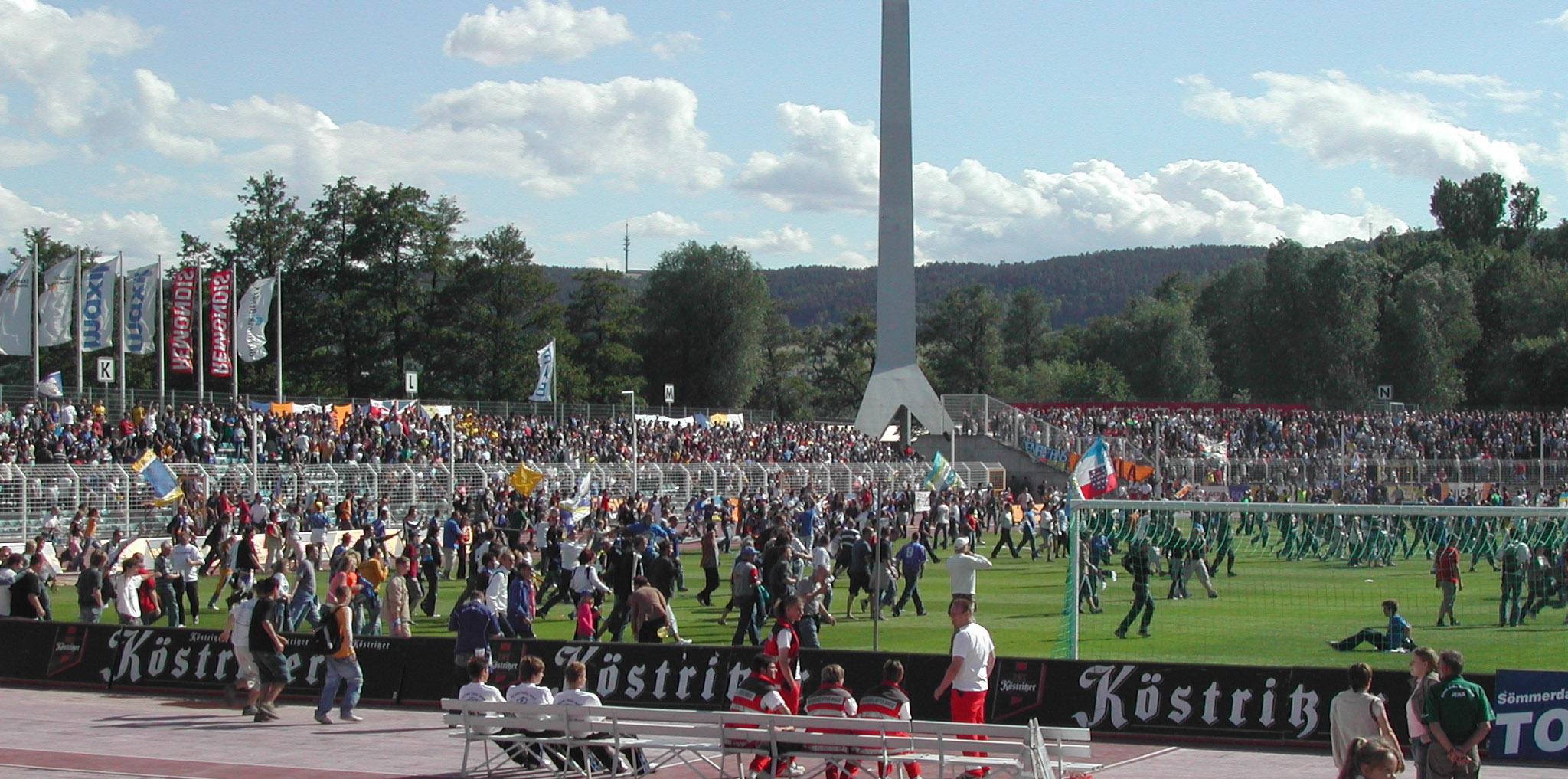
Aufstieg in die damals drittklassige Regionalliga 2005

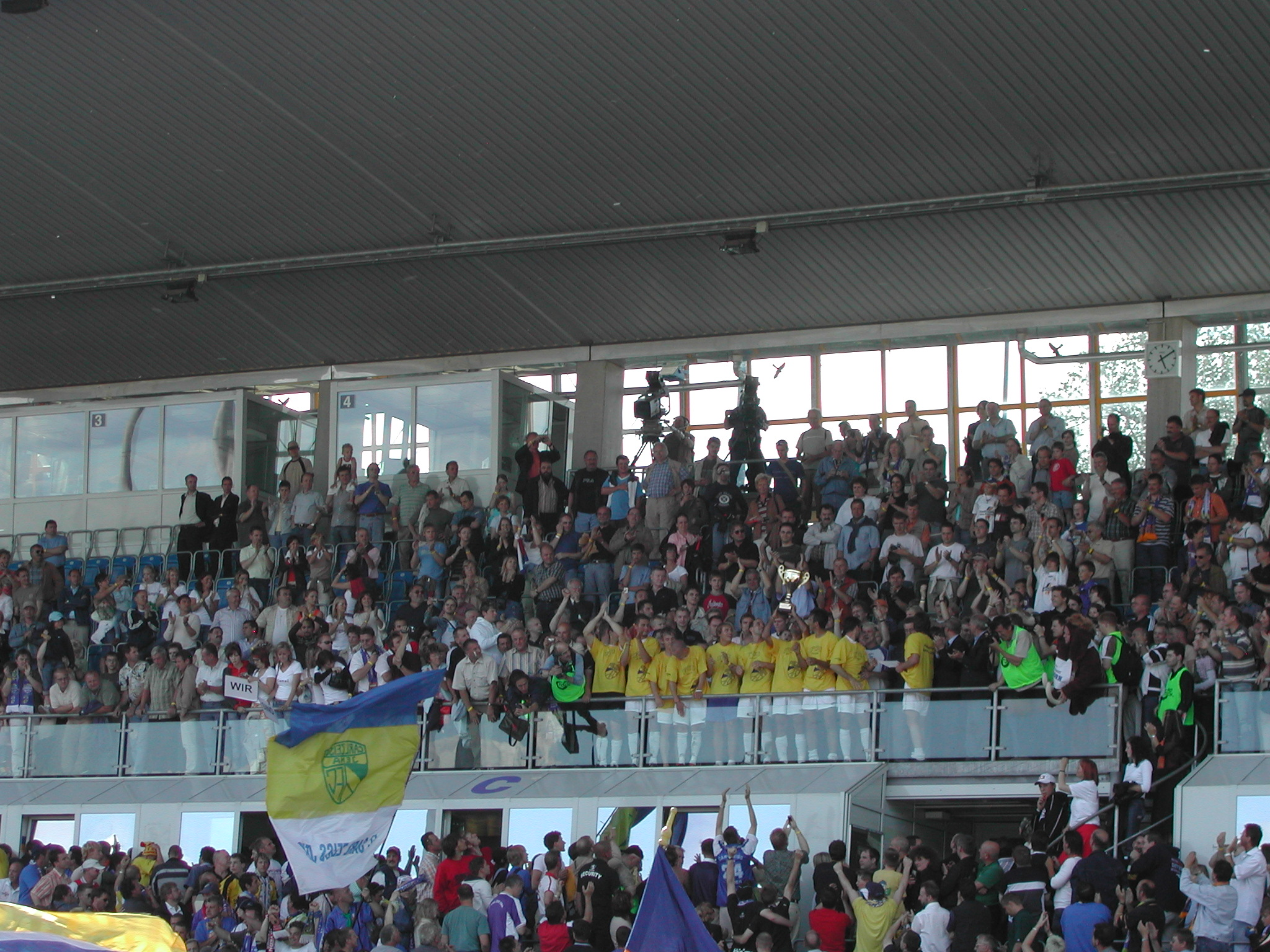
Pokal des Oberligameisters Nordost 2005

In der ersten Zweitliga-Saison 1991/92 belegte Carl Zeiss Jena mit Trainer Klaus Schlappner nach 32 Punktspielen den fünften Platz. Im DFB-Pokal 1992/93 und 1993/94 schied man gegen Bayer 04 Leverkusen (0:2) bzw. Rot-Weiss Essen (5:6 nach Elfmeterschießen) jeweils im Viertelfinale aus. 1994 konnte Hans Meyer bei seinem zweiten Engagement als Jenaer Cheftrainer den Abstieg in die Regionalliga Nordost nicht verhindern. Sein Nachfolger Eberhard Vogel führte den Verein in der Folgesaison zurück in die 2. Liga. 1998 erreichte der FC Carl Zeiss Jena nochmals das DFB-Pokal-Viertelfinale (1:2 gegen den MSV Duisburg), stieg jedoch erneut aus der Zweiten Liga ab. 2001 folgte der Abstieg in die Staffel Süd der Oberliga Nordost. 2005, im vierten Amateuroberligajahr, gelang dem FC Carl Zeiss mit Heiko Weber als Trainer erstmals der Staffelsieg. Mit zwei Siegen in den Relegationsspielen gegen den Nordstaffel-Zweiten MSV Neuruppin wurde der Aufstieg in die Regionalliga Nord schließlich perfekt gemacht. In der folgenden Saison 2005/06 erkämpfte sich der FC Carl Zeiss Jena den Aufstieg in die Zweite Liga, zusammen mit Rot-Weiss Essen.
Nahezu während der gesamten Zweitliga-Saison 2006/07 befand sich der FC Carl Zeiss Jena im Abstiegskampf. Wegen der prekären Lage wurden Cheftrainer Heiko Weber und Co-Trainer Marco Kämpfe am 11. April 2007 beurlaubt. Neuer Cheftrainer wurde Frank Neubarth, unter dem der Verein bis zum Saisonschluss ungeschlagen blieb. Am letzten Spieltag sicherte sich der FC Carl Zeiss Jena den Klassenerhalt in der Zweiten Liga durch ein 2:1 beim FC Augsburg. Am 17. September 2007 trennte sich der Verein von Neubarth, nachdem die Zeiss-Elf nach dem fünften Spieltag auf den vorletzten Tabellenplatz gerutscht war. Drei Tage später wurde der ehemalige Bundesligaprofi Valdas Ivanauskas als neuer Trainer vorgestellt, der jedoch bereits am 22. Dezember 2007 durch den ehemaligen Trainer der Jenaer A-Junioren-Mannschaft, Henning Bürger, ersetzt wurde.
Bei der Mitgliederversammlung im September 2007 wurde die Ausgliederung der ersten und zweiten Mannschaft in die FC Carl Zeiss Jena Fußball Spielbetriebs GmbH beschlossen.
Das russische Unternehmen Alpha Invest Group Corporation bot 2007 bis zu 25 Millionen Euro für 49 Prozent der Vereinsanteile. Hinter dem Unternehmen, das unter anderem einen eigenen Geschäftsführer einsetzen wollte, stand der laut Nowaja gaseta zeitweise von Russland polizeilich gesuchte Oligarch Michail Guzerijew. Die DFL lehnte den sich anbahnenden Kontrakt schließlich ab.
Während die erste Mannschaft in der Saison 2007/08 den Abstieg aus der Zweiten Bundesliga nicht vermeiden konnte und bereits nach dem 32. Spieltag als Teilnehmer an der neuen 3. Liga feststand, machte sie im DFB-Pokalwettbewerb umso mehr von sich reden. Nacheinander schaltete man Titelverteidiger 1. FC Nürnberg (in der zweiten Runde nach Elfmeterschießen), Arminia Bielefeld (Achtelfinale) und im Viertelfinale in Stuttgart den deutschen Meister VfB Stuttgart, erneut nach einem Elfmeterschießen, aus. Damit zog der Verein erstmals in ein DFB-Pokal-Halbfinale ein, unterlag dort allerdings bei Borussia Dortmund – mit 80.708 Zuschauern das bis dato bestbesuchte Pokalspiel – mit 3:0.
Am 11. Mai 2008 trat zuerst Aufsichtsratschef Michael Meier zurück, einen Tag später folgten Präsident Rainer Zipfel und Schatzmeister Gerald Glöckner. Sie zogen die Konsequenzen aus dem Abstieg. Bei einer Aufsichtsratssitzung am 22. Mai 2008 wurde Peter Schreiber zum neuen Präsidenten gewählt.
Die Zeit von Henning Bürger als Trainer währte nur kurz, am 14. September 2008 wurde er als bereits vierter Trainer binnen eineinhalb Jahren entlassen. Am 25. September übernahm René van Eck. Trotz Talfahrt in der Liga erreichte Jena nach Siegen über die beiden Zweitligamannschaften 1. FC Kaiserslautern und FSV Frankfurt auch im DFB-Pokalwettbewerb 2008/09 das Achtelfinale. In diesem schied man gegen den FC Schalke 04 aus. Aufgrund des ausbleibenden Erfolges in der 3. Liga und akuter Abstiegsgefahr gab der Klub am Abend des 23. März 2009 die Entlassung von René van Eck und Sportdirektor Carsten Linke bekannt. Trainer wurde Marc Fascher, der einen Vertrag bis zum 30. Juni 2009 erhielt. Durch ein 2:2 beim SV Sandhausen sicherte sich Jena am letzten Spieltag den Klassenerhalt.
Obwohl mit Marc Fascher das Ziel Klassenerhalt geschafft worden war, wurde er Ende Mai entlassen und durch seinen Vorgänger René van Eck, der noch auf der Gehaltsliste des Klubs stand, ersetzt. Hartmut Beyer wurde am 29. November 2009 zum Präsidenten gewählt. Unter van Eck erreichte die 1. Mannschaft in der Saison 2009/10 den 5. Platz.

### 2010 bis heute
Für die dritte Saison in Folge in der Dritten Liga wurde Jürgen Raab am 1. Juni 2010 als Cheftrainer und Nachfolger von René van Eck vorgestellt, aber bereits am 6. Oktober wurde Raab beurlaubt. Vom 12. Oktober 2010 bis zum 20. April 2011 war Wolfgang Frank Cheftrainer der Thüringer. Nach dessen Entlassung übernahm wieder Heiko Weber den Trainerposten und erreichte den Klassenerhalt.
Nachdem der Verein am 15. Spieltag der 3. Fußball-Liga 2011/12 auf den letzten Tabellenplatz abgerutscht war, wurde Weber am 30. Oktober 2011 entlassen. Am 7. November übernahm Petrik Sander die Trainergeschäfte, ohne Erfolg – zum Ende der Saison stand für den FC Carl Zeiss Jena der zweite Gang in die Viertklassigkeit fest.
Am 4. Spieltag der Regionalliga-Saison 2013/14 wurden Petrik Sander und sein Assistent Thomas Hoßmang beurlaubt, weil man das ausgegebene Ziel Wiederaufstieg gefährdet sah. Nachdem Marco Kämpfe zwei Spiele als Interimstrainer fungiert hatte, wurde am 9. September 2013 Andreas Zimmermann als Trainer präsentiert, dessen zum Saisonende endender Vertrag aber nicht verlängert wurde, da er bereits bei Rot-Weiß Oberhausen unterschrieben hatte. Am 14. April 2014 wurde Andreas Zimmermann von seinen Aufgaben entbunden und durch Lothar Kurbjuweit ersetzt. Der FCC beendete die Viertliga-Saison auf Platz 3, nach Platz 2 im Vorjahr.
Am 16. Mai 2014 verpflichtete der Verein den Belgier Patrick van Kets von Standard Lüttich als Cheftrainer für die Regionalliga-Saison 2014/15. Der ehemalige FCC-Profi Karsten Hutwelker sollte sein Assistent werden. Van Kets sagte jedoch rund zwei Wochen nach seiner Verpflichtung ab, löste seinen Vertrag auf und an seiner Stelle leitete unverändert Kurbjuweit das Training der Mannschaft. Ab dem 7. Januar 2015 wurde Jena von Volkan Uluç trainiert, der am 19. Dezember 2014 verpflichtet worden war, aber deutlich das Ziel Aufstieg verfehlte.
Am 30. April 2015 gab die Saalfelder Metal-Band Heaven Shall Burn bekannt, fortan auf unbestimmte Zeit als Trikotsponsor zu agieren. Mit einer Sondergenehmigung lief der Verein zudem im Heimspiel gegen den 1. FC Magdeburg mit schwarzen Rock-’n’-Roll-Trikots auf. Am 22. Juli 2015 verlängerte der FC Carl Zeiss den Vertrag mit Heaven Shall Burn als Sponsor der Heimtrikots, zudem wurde Sea Shepherd als neuer Sponsor der Auswärtstrikots vorgestellt.
Der 7. Tabellenplatz im Endklassement der viertklassigen Regionalliga Nordost 2015/16 war ein Jahr darauf die bis dahin schlechteste Liga-Platzierung der Ersten Herrenmannschaft seit der Neueintragung des Vereins 1990 und damit trennten sich die Wege von Carl Zeiss und Trainer Uluç.
Mit Beginn der Regionalliga-Saison 2016/17 beförderte der Verein Mark Zimmermann, den Interimstrainer der Jahre 2008 und 2010, zum Cheftrainer. Er hatte zuvor die U19 trainiert und führte die Erste Mannschaft auf Anhieb zur Meisterschaft der Regionalliga, die am 28. April 2017 – drei Spieltage vor Schluss – nach einem 1:1 gegen RB Leipzig II feststand. In den Spielen um den Aufstieg zur 3. Liga gewann Jena das Hinspiel bei Viktoria Köln mit 3:2, verlor das Rückspiel mit 0:1 und stieg aufgrund der Auswärtstorregel in die 3. Liga auf.
Im Juni 2017 beschloss man eine Kooperation mit dem FF USV Jena, vor allem im Nachwuchsbereich. Am 18. Januar 2019 stieg der Verein mit dem Fan-Song Wir woll’n Jena siegen sehen um den technischen Direktor des Vereins Sebastian Treml und Musiker der FGS Musikschule auf Platz 37 der deutschen Download-Charts ein. Am 19. Januar 2019 wurde während der Mitgliederversammlung erneut die Metalcore-Band aus Saalfeld/Saale, Heaven Shall Burn, als Mini-Sponsor des Vereines vorgestellt.
Bis zum 6. Spieltag der Drittligasaison 2019/20 musste der FCC nur Niederlagen hinnehmen und egalisierte so den vorherigen Liga-Negativrekord, nach acht Spieltagen wurde mit nur einem Zähler auf dem Punktekonto ein Negativrekord aller bisherigen 3.-Liga-Saisons aufgestellt und weil die Mannschaft auch noch nach zehn Spieltagen sieglos war, wurde der seit Dezember 2018 amtierende Trainer Lukas Kwasniok interimistisch durch Christian Fröhlich ersetzt. Zum 12. Spieltag wurde Rico Schmitt als neuer Cheftrainer vorgestellt. Am 5. Februar 2020 wurde Schmitt entlassen und René Klingbeil übernahm, auf Interims-Basis, den Cheftrainer-Posten. Aufgrund der fehlenden Trainerlizenz wurde Klingbeil am 27. Februar 2020 zum „Teamchef“, Kenny Verhoene wurde zum Cheftrainer berufen und Tobias Werner unterschrieb gegen Saisonende als neuer Sportdirektor beim FC Carl Zeiss. Den dritten Abstieg des Vereins in die Viertklassigkeit, d. h. in die Fußball-Regionalliga, konnten sie nicht mehr verhindern, doch Verhoenes Nachfolger Dirk Kunert führte die Erste Mannschaft zum souveränen Gewinn des Thüringer Landespokals im August 2020 sowie ein Jahr später zum Finalsieg gegen den FC An der Fahner Höhe
Nach 12 Ligaspielen in der Saison 2021/22 ersetzte der bisherige Videoanalyst und FCC-U19-Coach Andreas Patz den gebürtigen Berliner Dirk Kunert als Cheftrainer. Patz führte den FCC auf Platz 2 der Regionalliga und gewann den Landespokal 2022, so dass als Erfolge der unterklassigen Jahre von 2010 bis 2022 insgesamt acht Landespokalsiege zu Buche stehen. Im November 2022 wurde Patz von seinen Aufgaben entbunden, zu diesem Zeitpunkt stand die Mannschaft im Mittelfeld der Tabelle. Kurz darauf verließ Werner auf eigenen Wunsch den Posten des Sportdirektors.
Nach der Entlassung von Patz kehrte Henning Bürger übergangsweise auf den Trainerposten zurück, bevor zum Jahr 2023 der vorherige Co-Trainer Klingbeil die Leitung der Mannschaft übernahm und das Team noch auf Platz 2 der Regionalliga und zum Landespokalsieg führte.
Nach einer enttäuschenden Hinrunde der Saison 2023/24 wurde Klingbeil noch vor Ende des Jahres entlassen.
Für ihn übernahm erneut Henning Bürger, unter dessen Leitung die Thüringer am Ende der Saison erneut den Landespokalsieg feiern konnten. Im Februar 2025 gab Bürger bekannt, seinen Vertrag nicht zu verlängern. Doch bereits am 17. März 2025 trennte man sich von Bürger, Volkan Uluç wurde als Nachfolger vorgestellt. Er arbeitete bereits zwischen 2014 und 2016 in Jena und erhält einen Vertrag bis Sommer 2027.

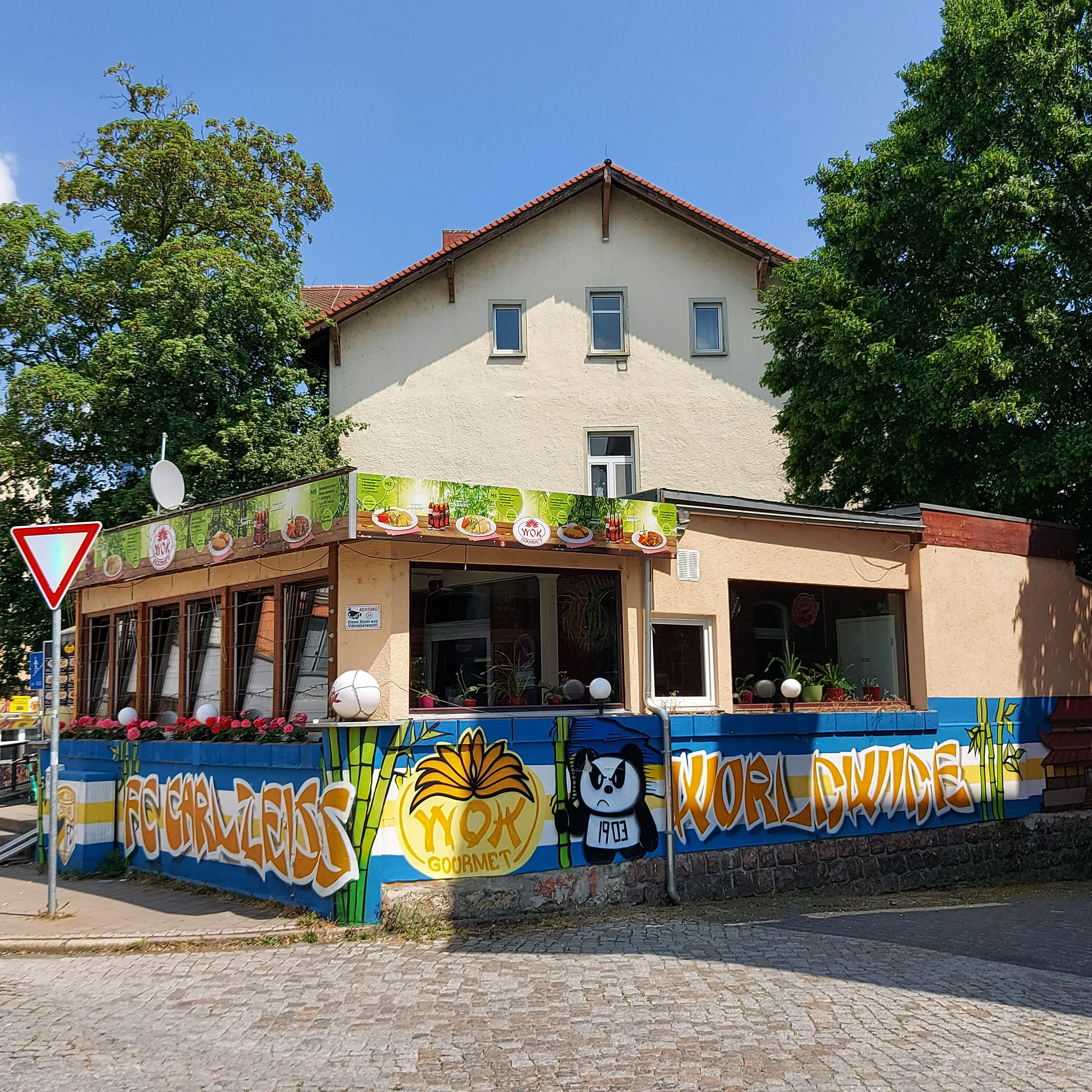
Fan-Graffiti im Jenaer Stadtbild 2023

## Logohistorie

FC Carl Zeiss Jena 1911–1917
1. SV Jena 1917–1944
SG Ernst-Abbe Jena 1946–1948
SC Motor Jena 1954–1963
SC Motor Jena 1963–1966
FC Carl Zeiss Jena 1966–1975
FC Carl Zeiss Jena 1966–1975 (inoffizielles Logo)  Der Entwurf des seit 1966 mit kleinen Modifizierungen geltenden Logos stammt von Werner Liebscher.
FC Carl Zeiss Jena seit 1975

## Größte Erfolge
- DDR-Meisterschaft
  - Meister: 1963, 1968, 1970
  - Vizemeister: 1958, 1965, 1966, 1969, 1971, 1973, 1974, 1975, 1981
  - Dritter: 1977, 1979, 1980, 1983, 1986
- FDGB-Pokal
  - Sieger: 1960, 1972, 1974, 1980
  - Finalist: 1965, 1968, 1988
- DFB-Pokal
  - Halbfinale: 2007/08
- Europapokal der Landesmeister
  - Viertelfinale: 1970/71
- Europapokal der Pokalsieger
  - Finalist: 1980/81
- UEFA-Pokal
  - Viertelfinale: 1969/70, 1977/78
- Intertoto-Cup
  - Gruppensieger: 1986, 1987, 1988
- Olympia-Pokal
  - Sieger: 1964
- Gau Ostthüringen des VMBV
  - Meister: 1910, 1911, 1912, 1913, 1917, 1918, 1924, 1925, 1926, 1927, 1931, 1933
- Gauliga Mitte
  - Meister: 1934/35, 1935/36, 1939/40, 1940/41
- Thüringenpokal
  - Sieger: 1993 (Amateure), 1995, 1999, 2004, 2006, 2012, 2014, 2015, 2016, 2018, 2020, 2021, 2022, 2023, 2024
  - Finalist: 2001, 2002, 2003, 2005, 2009

## Bilanz seit 1991/92
| 1991/92 | 2. Bundesliga Süd    | 05. | 12 | 09 | 11 | 39:36   | 33:31 | 1. Runde      |
| 1992/93 | 2. Bundesliga        | 08. | 19 | 12 | 15 | 66:59   | 50:42 | Viertelfinale |
| 1993/94 | 2. Bundesliga        | 17. | 09 | 16 | 13 | 38:41   | 34:42 | Viertelfinale |
| 1994/95 | Regionalliga Nordost | 01. | 23 | 08 | 03 | 74:17   | 54:14 | 1. Runde      |
| 1995/96 | 2. Bundesliga        | 06. | 13 | 09 | 12 | 49:54   | 48    | 2. Runde      |
| 1996/97 | 2. Bundesliga        | 12. | 09 | 15 | 10 | 44:49   | 42    | 1. Runde      |
| 1997/98 | 2. Bundesliga        | 16. | 08 | 09 | 17 | 39:61   | 33    | Viertelfinale |
| 1998/99 | Regionalliga Nordost | 09. | 13 | 09 | 12 | 36:38   | 48    | 2. Runde      |
| 1999/00 | Regionalliga Nordost | 04. | 16 | 10 | 08 | 53:35   | 58    | 1. Runde      |
| 2000/01 | Regionalliga Süd     | 18. | 07 | 08 | 19 | 39:57   | 29    | –             |
| 2001/02 | Oberliga NOFV-Süd    | 03. | 24 | 05 | 05 | 79:24   | 71    | –             |
| 2002/03 | Oberliga NOFV-Süd    | 02. | 26 | 04 | 04 | 87:22   | 82    | –             |
| 2003/04 | Oberliga NOFV-Süd    | 02. | 20 | 08 | 02 | 67:20   | 68    | –             |
| 2004/05 | Oberliga NOFV-Süd    | 01. | 28 | 03 | 03 | 108:230 | 87    | 1. Runde      |
| 2005/06 | Regionalliga Nord    | 02. | 22 | 06 | 08 | 58:32   | 72    | –             |
| 2006/07 | 2. Bundesliga        | 13. | 09 | 11 | 14 | 40:56   | 38    | 1. Runde      |
| 2007/08 | 2. Bundesliga        | 18. | 06 | 11 | 17 | 45:68   | 29    | Halbfinale    |
| 2008/09 | 3. Liga              | 16. | 10 | 11 | 17 | 41:59   | 41    | Achtelfinale  |
| 2009/10 | 3. Liga              | 05. | 16 | 12 | 10 | 54:44   | 60    | –             |
| 2010/11 | 3. Liga              | 15. | 11 | 11 | 16 | 43:62   | 44    | –             |
| 2011/12 | 3. Liga              | 18. | 09 | 12 | 17 | 39:59   | 39    | –             |
| 2012/13 | Regionalliga Nordost | 02. | 16 | 10 | 04 | 54:28   | 58    | 1. Runde      |
| 2013/14 | Regionalliga Nordost | 03. | 15 | 07 | 08 | 54:39   | 52    | –             |
| 2014/15 | Regionalliga Nordost | 04. | 12 | 09 | 07 | 46:38   | 45    | 1. Runde      |
| 2015/16 | Regionalliga Nordost | 07. | 15 | 08 | 11 | 43:33   | 53    | 2. Runde      |
| 2016/17 | Regionalliga Nordost | 01. | 23 | 06 | 05 | 68:25   | 75    | 1. Runde      |
| 2017/18 | 3. Liga              | 11. | 14 | 10 | 14 | 49:59   | 52    | –             |
| 2018/19 | 3. Liga              | 14. | 11 | 13 | 14 | 48:57   | 46    | 1. Runde      |
| 2019/20 | 3. Liga              | 20. | 05 | 08 | 25 | 40:85   | 23    | –             |
| 2020/21 | Regionalliga Nordost | 04. | 06 | 03 | 03 | 24:16   | 21    | 1. Runde      |
| 2021/22 | Regionalliga Nordost | 02. | 23 | 07 | 08 | 71:35   | 76    | 1. Runde      |
| 2022/23 | Regionalliga Nordost | 02. | 17 | 12 | 05 | 59:22   | 63    | 1. Runde      |
| 2023/24 | Regionalliga Nordost | 07. | 14 | 11 | 09 | 59:44   | 53    | 1. Runde      |
| 2024/25 | Regionalliga Nordost | 05. | 17 | 07 | 10 | 71:45   | 58    | 1. Runde      |
| Anmerkung: Grün unterlegte Spielzeiten kennzeichnen einen Aufstieg, rot unterlegte Spielzeiten einen Abstieg. |                      |     |    |    |    |         |       |               |

## Personal

### Kader 2024/25
Stand: 10. April 2025
| Nr. | Nat.         | Spieler          | Geburtstag |
| 01  | Deutschland  | Marius Liesegang | 07.01.2000 |
| 22  | Deutschland  | Till Härting     | 08.01.2007 |
| 30  | Griechenland | Alexios Dedidis  | 21.06.2001 |

| Nr. | Nat.            | Spieler             | Geburtstag |
| 02  | Deutschland     | Paul Kampe          | 08.02.2006 |
| 03  | Deutschland     | Ken Gipson          | 24.02.1996 |
| 05  | Deutschland     | Sören Reddemann     | 16.05.1996 |
| 06  | Deutschland     | Maurice Hehne       | 24.04.1997 |
| 15  | Deutschland     | Marcel Hoppe        | 25.01.2000 |
| 16  | Deutschland     | Justin Smyla        | 04.04.2004 |
| 26  | Deutschland     | Nils Butzen         | 02.04.1993 |
| 29  | Deutschland     | Maxim Hessel        | 30.03.2005 |
| 31  | Deutschland     | Philipp Wendt       | 28.02.1997 |
| 32  | Staat Palästina | Khalid Abu El Haija | 13.11.2005 |

| Nr. | Nat.        | Spieler          | Geburtstag |
| 07  | Deutschland | Erik Weinhauer   | 23.01.2001 |
| 08  | Deutschland | Lean Schoima     | 16.07.2007 |
| 13  | Deutschland | Paul Krämer      | 22.07.2005 |
| 17  | Deutschland | Justin Petermann | 01.11.1998 |
| 18  | Deutschland | Elias Löder      | 25.04.2000 |
| 24  | Deutschland | Jannes Werner    | 08.10.2005 |
| 25  | Deutschland | Justin Schau     | 21.09.1998 |
| 27  | Deutschland | Joel Richter     | 03.12.1998 |
| 28  | Kosovo      | Hamza Muqaj      | 03.10.2005 |

| Nr. | Nat.        | Spieler              | Geburtstag |
| 09  | Deutschland | Cemal Sezer          | 27.02.1996 |
| 10  | Deutschland | Alexander Prokopenko | 05.01.2002 |
| 14  | Albanien    | Ledjon Fikaj         | 05.03.2007 |
| 20  | Deutschland | Ted Tattermusch      | 08.05.2001 |
| 21  | Deutschland | Kay Seidemann        | 20.03.2000 |
| 23  | Deutschland | Benjamin Zank        | 14.08.2004 |

### Trainerstab
Stand: 17. März 2025
| Name            | Funktion        |
| --------------- | --------------- |
| Volkan Uluç     | Trainer         |
| René Lange      | Co-Trainer      |
| Paul Küas       | Torwarttrainer  |
| Moritz Kleikamp | Athletiktrainer |

## Bekannte Spieler

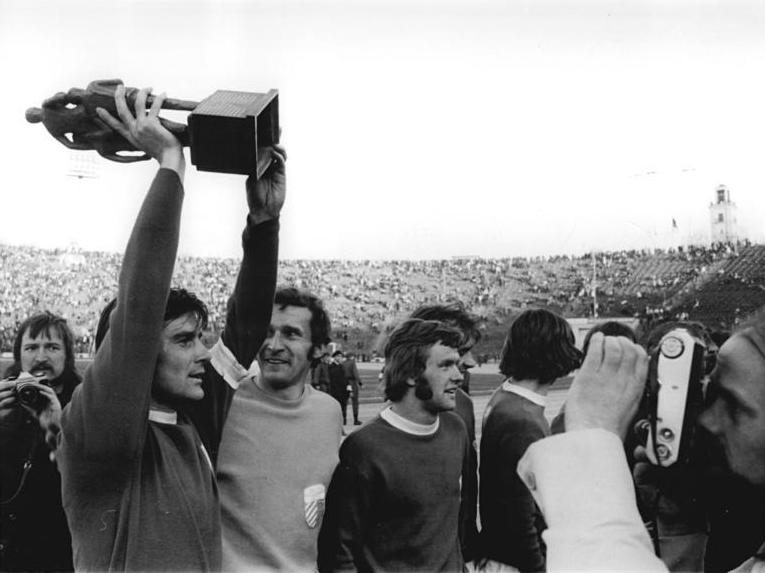
Mannschaftskapitän Peter Ducke mit dem FDGB-Pokal 1974

- Jonathan Akpoborie
- Sami Allagui
- Andreas Bielau
- Brian Bliss
- Wolfgang Blochwitz
- Stefan Böger
- Jörg Böhme
- Gert Brauer
- Perry Bräutigam
- Henning Bürger
- Georg Buschner
- Peter Ducke
- Roland Ducke
- Robert Enke
- Helmut Flämmich
- Harald Fritzsche
- Hans-Ulrich Grapenthin
- Christian Hauser
- Olaf Holetschek
- Karsten Hutwelker
- Harald Irmscher
- Carsten Klee
- Lothar Kurbjuweit
- Henry Lesser
- Lutz Lindemann
- Ronald Maul
- Kristian Nicht
- Nils Petersen
- Jürgen Raab
- Carsten Sänger
- Bernd Schneider
- Karl Schnieke
- Rüdiger Schnuphase
- Jan Šimák
- Sándor Torghelle
- Eberhard Vogel
- Martin Trocha
- Alexander Voigt
- Heiko Weber
- Konrad Weise
- Torsten Ziegner

## Trainerhistorie
Eine chronologische Übersicht der Trainer des Vereins seit Gründung.
| Amtszeit              | Trainer              |
| --------------------- | -------------------- |
| 1903–19??             | Hermann Peter        |
| –                     | –                    |
| 1934–1938             | Josef Pöttinger      |
| –                     | –                    |
| 1940                  | Adolph Prokoph       |
| –                     | –                    |
| 1948–1949             | Hermann Malter       |
| 1949–1951             | Hans Carl            |
| 1951–1953             | Kurt Findeisen       |
| 1953 (Spielertrainer) | Bernhard Schipphorst |
| 1953–1954             | Max Hofsommer        |
| 1954–1955             | Helmut Petzold       |
| 1955–1957             | Hans Warg            |
| 1958                  | Rolf Hüfner          |
| 1958                  | Heinz Pönert         |
| 1958–1971             | Georg Buschner       |
| 1971–1983             | Hans Meyer           |
| 1983–1984             | Dietmar Pfeifer      |
| 1984–1989             | Lothar Kurbjuweit    |
| 1989–1991             | Bernd Stange         |
| 1991 (Interim)        | Konrad Weise         |
| 1991–1992             | Klaus Schlappner     |

| Amtszeit       | Trainer           |
| -------------- | ----------------- |
| 1992–1993      | Reiner Hollmann   |
| 1993           | Uwe Erkenbrecher  |
| 1993 (Interim) | Konrad Weise      |
| 1993–1994      | Hans Meyer        |
| 1994–1997      | Eberhard Vogel    |
| 1997           | Frank Engel       |
| 1997–1998      | Reiner Hollmann   |
| 1998–1999      | Thomas Gerstner   |
| 1999           | Thomas Vogel      |
| 1999–2001      | Slavko Petrović   |
| 2001–2002      | Wolfgang Sandhowe |
| 2002           | Frank Eulberg     |
| 2002–2003      | Thomas Vogel      |
| 2003–2004      | Joachim Steffens  |
| 2004           | Thomas Vogel      |
| 2004–2007      | Heiko Weber       |
| 2007           | Frank Neubarth    |
| 2007           | Valdas Ivanauskas |
| 2007–2008      | Henning Bürger    |
| 2008 (Interim) | Mark Zimmermann   |
| 2008–2009      | René van Eck      |
| 2009           | Marc Fascher      |

| Amtszeit       | Trainer            |
| -------------- | ------------------ |
| 2009–2010      | René van Eck       |
| 2010           | Jürgen Raab        |
| 2010–2011      | Wolfgang Frank     |
| 2011           | Heiko Weber        |
| 2011 (Interim) | Lothar Kurbjuweit  |
| 2011–2013      | Petrik Sander      |
| 2013 (Interim) | Marco Kämpfe       |
| 2013–2014      | Andreas Zimmermann |
| 2014           | Lothar Kurbjuweit  |
| 2014 (Interim) | Karsten Hutwelker  |
| 2014–2016      | Volkan Uluç        |
| 2016–2018      | Mark Zimmermann    |
| 2018–2019      | Lukas Kwasniok     |
| 2019 (Interim) | Christian Fröhlich |
| 2019–2020      | Rico Schmitt       |
| 2020 (Interim) | René Klingbeil     |
| 2020–2021      | Dirk Kunert        |
| 2021–2022      | Andreas Patz       |
| 2022 (Interim) | Henning Bürger     |
| 2022–2023      | René Klingbeil     |
| 2023–2025      | Henning Bürger     |
| seit 2025      | Volkan Uluç        |

## Präsidenten und Vorsitzende
Eine chronologische Übersicht über die Präsidenten/Vorsitzenden des Vereins seit der Gründung:
| Amtszeit  | Präsident          |
| --------- | ------------------ |
| 1903–1904 | Karl Parreidt      |
| –         | –                  |
| 1949–1954 | Erich Hedrich      |
| 1954–1958 | Walter Bohrloch    |
| 1958–1960 | Erich Kronenberg   |
| 1960–1965 | Eberhard Schindler |
| 1966–1970 | Ernst Gallerach    |
| 1970–1974 | Herbert Keßler     |
| 1974–1980 | Hilmar Ahnert      |
| 1980–1981 | Ernst Schmidt      |
| 1981–1983 | Heinz Haßkarl      |

| Amtszeit  | Präsident          |
| --------- | ------------------ |
| 1983      | Klaus Meyer        |
| 1983–1985 | Klaus Petersdorf   |
| 1985–1988 | Horst Jeuthe       |
| 1988–1990 | Wolfgang Blochwitz |
| 1990      | Ernst Schmidt      |
| 1990–1992 | Klaus Mütze        |
| 1992–1993 | Peter Röhlinger    |
| 1993–1994 | Ernst Schmidt      |
| 1994–1996 | Bernd Bieräugel    |
| 1996–1999 | Lothar Kurbjuweit  |
| 1999–2001 | Ralf Schmidt-Röh   |

| Amtszeit  | Präsident                    |
| --------- | ---------------------------- |
| 2001–2002 | Michael Meier                |
| 2002–2008 | Rainer Zipfel                |
| 2008–2009 | Peter Schreiber              |
| 2009–2011 | Hartmut Beyer                |
| 2011–2014 | Rainer Zipfel                |
| 2014–2016 | Lutz Lindemann               |
| 2016      | Michael Russ (kommissarisch) |
| 2016–2023 | Klaus Berka                  |
| seit 2023 | Ralph Grillitsch             |

## 2. Mannschaft
In den Jahren des DDR-Fußballs war die Reservemannschaft des FCC immer wieder in der zweitklassigen Liga vertreten – zuletzt in der Spielzeit 1987/88. In der Ewigen Tabelle dieser Spielklasse rangiert die Jenaer Zweitvertretung auf Rang 35. In 13 Spielzeiten wurden 366 Ligapartien absolviert. Im Zuge von Strukturveränderungen im ostdeutschen Fußball wurde die Oberligareserve auch in einigen Spieljahren durch ein Team in der Nachwuchsoberliga abgelöst beziehungsweise die 3. Jenaer Mannschaft, die zeitweise in der Bezirksliga kickte, zur 2. Mannschaft umfirmiert. 1988/89 war das Team letztmals vor der politischen Wende in der DDR im Geraer Bezirksliga am Ball (5. Rang) und wurde dann zugunsten eines Teams in der wiederaufgelegten Nachwuchsoberliga zurückgezogen.
Zur Saison 1991/92 wurde die Mannschaft nach der letzten eigenständigen Saison des ostdeutschen Fußballs und der damit verbundenen Auflösung der Nachwuchsoberliga in die damals vierthöchste Spielklasse im Herrenbereich (eine Ebene unterhalb der Amateur-Oberliga) integriert. 2005/06 wurde die Reserve des Regionalligazweiten FC Carl Zeiss Jena zum zweiten Mal Meister der Thüringenliga. Den ersten Titel dieser Art hatte es bereits 1993/94 für die Amateurmannschaft des damaligen Zweitligisten gegeben.
Zwischen 1994 und 1999 war die 2. FCC-Mannschaft in der damals viertklassigen Oberliga vertreten und seit der Saison 2006/07 spielte sie ununterbrochen in der Südstaffel der Oberliga Nordost – ab 2008/09 also stets fünftklassig. Im Jahr 2022 meldete der Verein die Mannschaft jedoch ab.
Neben den zwei Aufstiegen 1994 und 2006 gehört der Gewinn des TFV-Pokals 1993 in der Nachwendezeit zu den größten Erfolgen der 2. Mannschaft. Im DFB-Pokal 1993/94 spielte sie in der 2. Hauptrunde gegen Bayern München und unterlag im Ernst-Abbe-Sportfeld mit 0:2. Knapp 23 Jahre später gastierte der deutsche Rekordmeister wieder im Jenaer Paradies, um gegen die 1. Mannschaft des FC Carl Zeiss Jena mit 5:0 im deutschen Vereinspokal zu gewinnen.

## Stadion

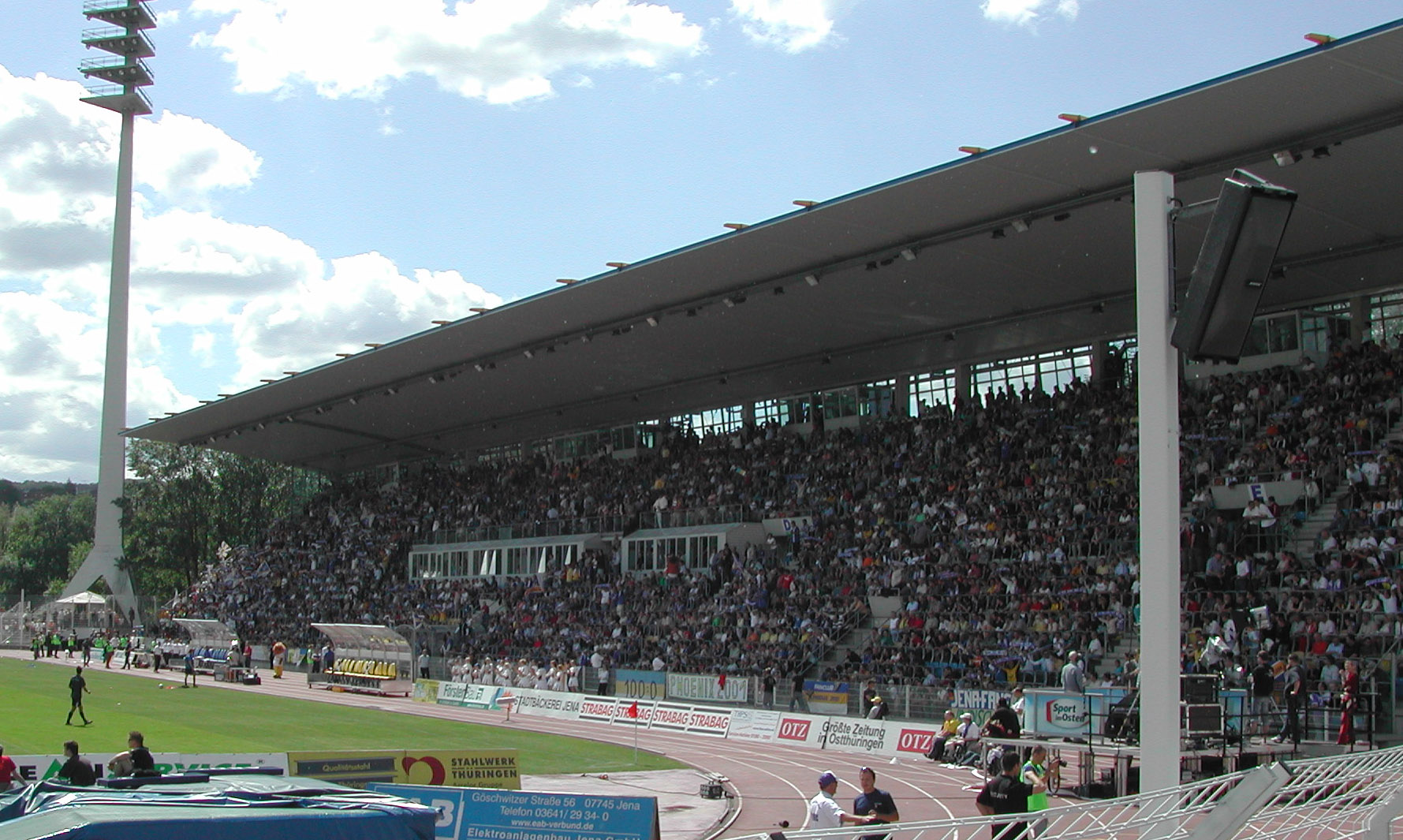
Haupttribüne des Stadions

Die Spielstätte des FC Carl Zeiss ist die 2024 fertiggestellte und 15.100 Plätze bietende ad hoc Arena im Ernst-Abbe-Sportfeld. Sie liegt direkt an der Saale südlich des Jenaer Stadtzentrums.
Das Sportfeld war ursprünglich mit einer Holztribüne ausgestattet und wurde am 24. August 1924 mit einem Freundschaftsspiel gegen den VfL Halle 1896 (1:1) eingeweiht. Um die Leichtathletikanlage herum führten Traversen mit Stehplätzen, 1974 kam eine Flutlichtanlage mit vier Stahlhohlmasten hinzu und 1978 die erste elektronische Anzeigetafel im DDR-Fußball. In diesem Zustand diente das Stadion dem FCC viele Jahre als Spielstätte in der Oberliga der DDR und in europäischen Wettbewerben. Der Zuschauerrekord mit 27.500 Zuschauern wurde im Europapokal-Halbfinale am 28. März 1962 gegen Atlético Madrid aufgestellt. Der Nachwenderekord wurde am 19. August 2016 in der 1. Runde des DFB-Pokals gegen den FC Bayern München mit 19.000 Zuschauern erzielt; diesen Rekord ermöglichten eigens für das Spiel installierte Zusatztribünen, denn das genehmigte Fassungsvermögen des Stadions war 2016 weit geringer.

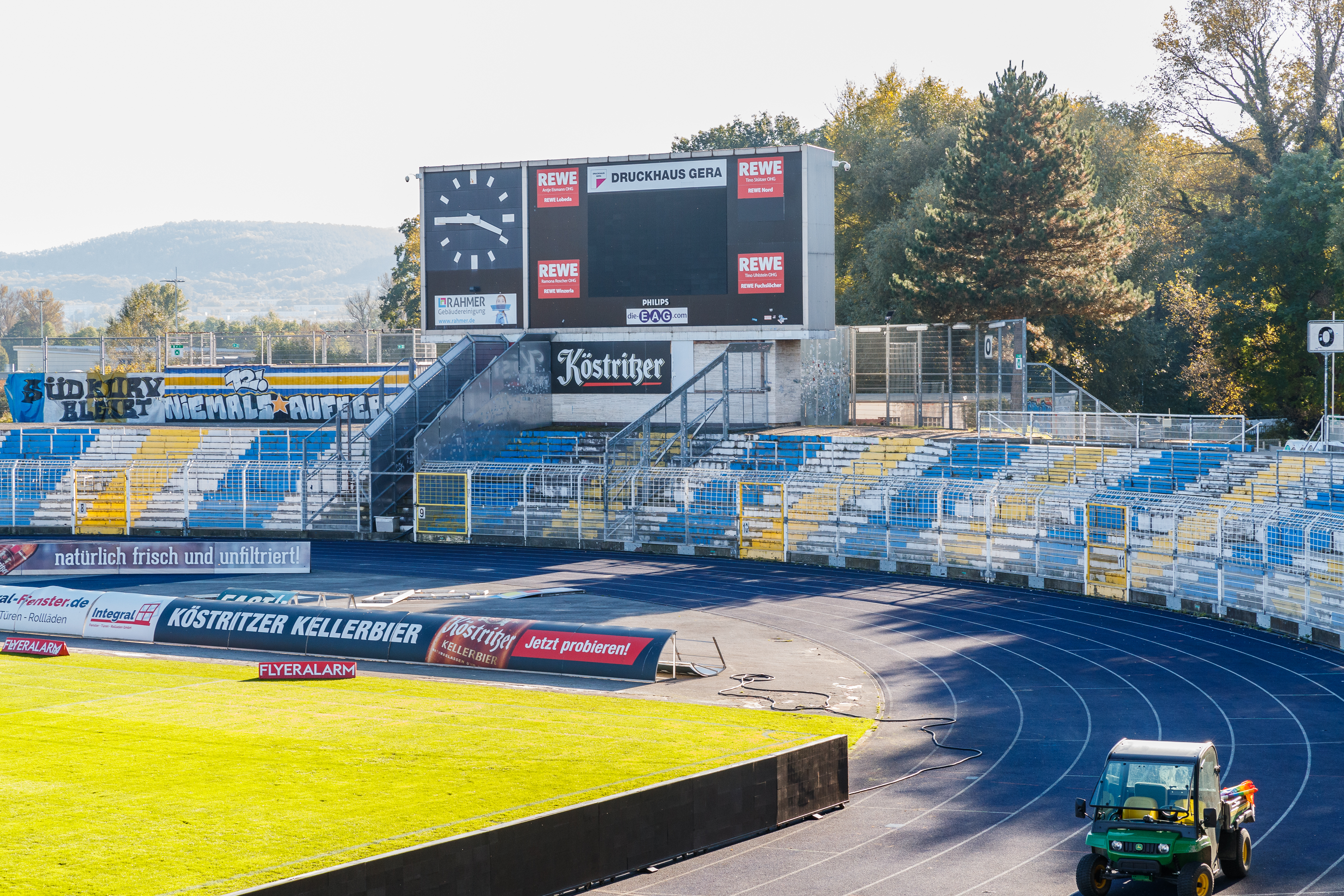
Südkurve, Anzeigetafel, Laufbahn (baulicher Zustand 2021)

Die Anzeigetafel wurde beim Neubau der Südtribüne abgerissen und die Flutlichtmasten mussten bereits nach dem Sommerhochwasser 2013 kurz vor Beginn der Regionalligasaison 2013/14 wegen Baufälligkeit abgebaut werden.

## Rivalität
Traditioneller Erzrivale des FC Carl Zeiss Jena ist der FC Rot-Weiß Erfurt, gegen den das Thüringenderby ausgetragen wird. Beide Vereine beanspruchen für sich, die Nummer eins in Thüringen zu sein.

## Frauenfußball
Der FF USV Jena meldete im Mai 2017 seine dritte Mannschaft vom Spielbetrieb ab und das Team schloss sich dem FC Carl Zeiss Jena an. Seit dieser Übernahme hat der Verein auch eine Frauenfußball-Mannschaft, unter Auflagen durfte sie in ihrer ersten Saison an der Frauen-Verbandsliga Thüringen teilnehmen. In ihrer Premieren-Saison erreichte sie Platz 5 in der Thüringenliga. Zur zweiten Spielzeit wurde Trainer Mario Hollmann am 30. Juli 2018 von Matthias Zocher als Cheftrainer abgelöst. Zocher verließ nach einer Saison den FCC und als Nachfolger wurde der langjährige 1. FFC Saalfeld-Trainer Frank Schwalenberg verpflichtet. Man landete auf Platz 2. Die folgende Saison 2019/20 wurde durch die Covid-19-Pandemie unter- und schließlich abgebrochen. Hier lag man auf dem 1. Platz.
Zur Saison 2020/21 übernahm Carl Zeiss Jena alle Frauenmannschaften vom FF USV. Da die beiden Mannschaften des USV in höheren Ligen spielen, übernahm Carl Zeiss deren jeweilige Spielrechte. Die bisherige Frauenmannschaft von Carl Zeiss wurde somit zur dritten Mannschaft.

## Futsal
Der FC Carl Zeiss Jena unterhielt seit der Saison 2019/20 eine Futsal-Mannschaft in der NOFV Futsal-Regionalliga. In der Saison 2021/22 konnte der NOFV Futsal-Pokal und der Thüringer Futsal-Pokal gewonnen werden. In der Saison 2023/24 sicherte sich die Mannschaft den Meistertitel in der Regionalliga, scheiterte aber in der Relegation um den Aufstieg in die Bundesliga. Nur wenige Tage später wurde die Mannschaft aus finanziellen Gründen durch das Präsidium aufgelöst.